# Le Radeau
Pour les articles homonymes, voir Radeau (homonymie).
Le Radeau (titre original : The Raft) est une nouvelle de Stephen King parue en 1985 dans le recueil de nouvelles Brume mais ayant été publiée pour la première fois en novembre 1982 dans le magazine Gallery.

## Résumé
Quatre étudiants, Deke, Randy, Rachel et Laverne, décident d'aller nager dans un lac de Pennsylvanie pour célébrer la fin de l'été indien. Alors qu'ils nagent vers le radeau au centre du lac, Randy remarque une forme semblable à une nappe de pétrole qui semble les suivre. Son inquiétude augmente quand il voit la vitesse anormale à laquelle elle se déplace et il presse Laverne, la nageuse la plus lente, de rejoindre le radeau. Laverne y arrive juste avant la nappe. Deke et Laverne se moquent de Randy jusqu'à ce que Rachel, qui semble hypnotisée par les couleurs tournoyantes de la nappe, la touche du doigt. La nappe la saisit, remonte le long de son bras et la tire dans le lac où elle la dissout comme dans de l'acide.
Pris au piège sur ce lac désert sans espoir d'être secourus, Deke, Randy et Laverne attendent que la nappe se lasse. Quand elle se glisse en dessous du radeau, Deke décide de regagner la rive à la nage mais la nappe se saisit de son pied par une fente entre deux planches. Horrifiés et impuissants, Randy et Laverne assistent à la lente agonie de Deke, qui est progressivement absorbé.
La nuit tombe et Randy et Laverne se prennent dans les bras pour se réchauffer. De fil en aiguille, ils en viennent à faire l'amour mais les cheveux de Laverne touchent l'eau et la nappe s'en saisit. Dans sa panique, Randy repousse Laverne, qui tombe à l'eau et est absorbée à son tour. Le lendemain, Randy est épuisé et la nappe se glisse sous le radeau à chaque fois qu'il s'assoit, l'empêchant de se reposer. À la tombée de la nuit, Randy renonce et se laisse volontairement hypnotiser par les couleurs tournoyantes de la nappe.

## Genèse
Stephen King a écrit une première version de l'histoire, sous le titre de The Float, en 1968. La nouvelle a été achetée 250 $ par le magazine masculin Adam mais n'a apparemment jamais été publiée. Dans la postface de Brume, King explique qu'il a revisité sa nouvelle en 1981, pendant le montage du film Creepshow, et qu'il y a intégré des « aspects bien plus horribles ». Cette nouvelle version a été publiée en novembre 1982 par le magazine Gallery puis a été intégrée au recueil Brume.

## Adaptations
Le Radeau a été adapté au cinéma dans le cadre du film à sketches Creepshow 2 (1987), constituant l'une des trois histoires de ce film. Il est généralement considéré comme le meilleur des trois sketches,. En septembre 2019, les éditions Cemetery Dance annoncent une adaptation en bande-dessinée.